# مصطفى نصري
مصطفى نصري (1360- 1405 هـ/ 1941- 1984 م) هو مطرب وملحن سوري، والد المطربة الشهيرة أصالة نصري.

## ولادته وأسرته
ولد في مدينة دمشق حي الصالحية يوم الاثنين 27 من جُمادى الآخرة 1360هـ الموافق 21 يوليو (تمُّوز) 1941م. والدُه الفنان حاتم نصري مطرب المونولوج الذي قدم أعمالًا مناهضة للانتداب الفرنسي. تزوَّج مصطفى من عزيزة الحلبي، ورُزق منها خمسة أولاد: أصالة التي احترفت الفن، وأيهم، وأماني، وريم، وأنس.

مصطفى نصري مع أسرته عام 1978م وابنته أصالة يسار الصورة

## مشواره الفني
كانت بدايته في الأندية الموسيقية، حيث تعلَّم فنون الغناء، ثم عمل مردِّدًا مع فرقة أمية للفنون الشعبية عام 1960.
ثم انتقل للعمل في كورال إذاعة دمشق عام 1962، وبدأ الغناء منفردًا عام 1967، وفي سبعينيات ومنتصف ثمانينيات القرن العشرين أصدر العديد من الأغنيات منها: يا خالي، زادك الله. شارك في أعمال تلفازية ومسرحية، منها: صح النوم، ساري، الحب والشتاء. ومسرحيات: ليلة ما بتتعوَّض، وطرَّة ونقش. وقدَّم (الإسكتشات) الغنائية في مسرحيات دريد لحام ونهاد قلعي ومحمد الماغوط، منها: ضيعة تشرين وغربة.

## وفاته
توفي يوم الأربعاء 14 صفر 1405هـ الموافق 7 نوفمبر (تشرين الثاني) 1984م، بعد تعرُّضه لحادث سير وانقلاب سيارته في أثناء عودته من حفل غنائي في حمص.